# Virtueller Flipper

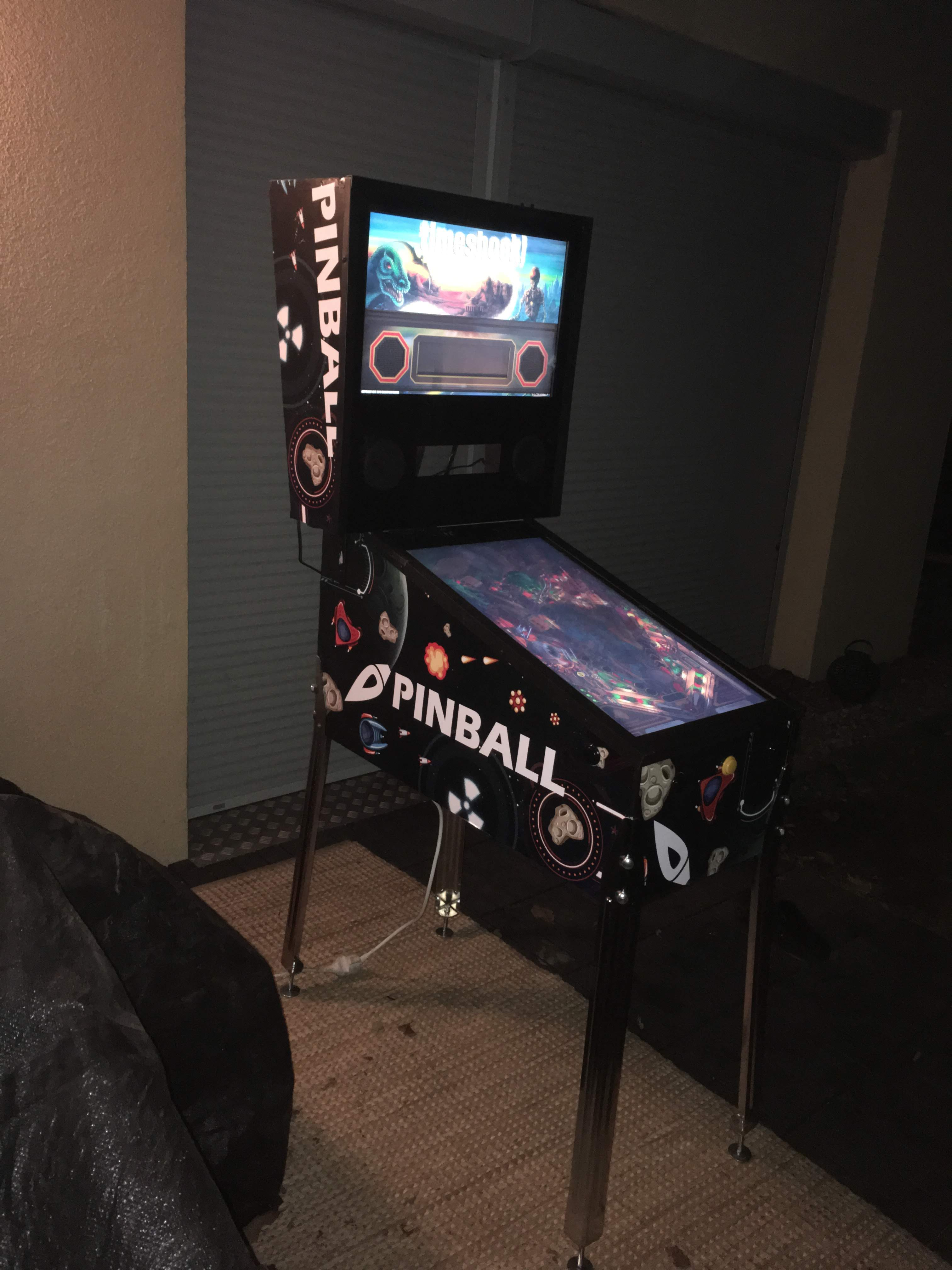
Virtueller Flipper im Midi-Format

Ein virtueller Flipper ist ein Gerät zum Abspielen von Flippersimulationen. Flippersimulationen sind Computerspiele, die einen Flipperautomaten simulieren.
Das Aussehen orientiert sich meist an herkömmlichen Flipperautomaten. Es gibt aber auch virtuelle Flipper als Tischgeräte, die sich im Aussehen zum Original unterscheiden. Ziel eines virtuellen Flipperautomaten ist es, das eigentliche Flipperspiel so realitätsgetreu wie möglich zu simulieren. Dafür verwenden manche Geräte Kipp- und Neigungs-Sensoren, um die Richtung der Kugel zu beeinflussen, wenn das Gehäuse bewegt oder gestoßen wird. Auch sogenanntes Force Feedback wird eingesetzt, um die Haptik der Flipper sowie den Einschlag der Kugel zu simulieren.
Der Vorteil eines virtuellen Flippers bzw. digitalen Flippers ist es, dass man auf einem Gerät tausende unterschiedliche Flippertische spielen kann, ohne die entsprechende Anzahl an Geräten zu besitzen. Außerdem ermöglicht die Digitalisierung, sich online mit anderen Spielern zu messen bzw. die bekannte Bestenliste nicht nur stationär, sondern global zu verwenden.